# Самерхил (Пенсилванија)
Самерхил (енгл. Summerhill) град је у америчкој савезној држави Пенсилванија.

## Демографија
По попису из 2010. године број становника је 490, што је 31 (-6,0%) становника мање него 2000. године.
| Група             | 2000.       | 2010.       |
| Белци             | 517 (99,2%) | 486 (99,2%) |
| Афроамериканци    | 0 (0,0%)    | 0 (0,0%)    |
| Азијати           | 1 (0,2%)    | 0 (0,0%)    |
| Хиспаноамериканци | 3 (0,6%)    | 4 (0,8%)    |
| Укупно            | 521         | 490         |